# Clarcona
Clarcona – jednostka osadnicza w Stanach Zjednoczonych, w stanie Floryda, w hrabstwie Orange.